# Cardiopharynx schoutedeni
Cardiopharynx schoutedeni ist eine Buntbarschart, die endemisch im ostafrikanischen Tanganjikasees vorkommt, dort aber selten ist.

## Merkmale
Die Fische besitzen einen langgestreckten Körper und werden 15 bis 16 cm (Männchen) bzw. maximal 12,5 cm (Weibchen) lang. Sie sind silbrig, der Bauch ist weiß. An der Kehle beginnt ein schwarzes Band, das sich über den Bauch bis zur unteren Schwanzflossenspitze erstreckt. Auf den Körperseiten und auf Rücken- und Afterflosse zeigen die Männchen mehrere blau irisierende, waagerechte Bänder. Ihre Rückenflosse ist bräunlich. Am Beginn der Rückenflossenbasis liegt ein dunkelbrauner Fleck. Die Flossen der Männchen laufen spitz zu, während die der Weibchen leicht abgerundet sind. Das Maul von Cardiopharynx schoutedeni ist endständig. Die Kiefer sind mit zwei bis drei eng zusammen stehenden Zahnreihen besetzt. Die Kieferzähne sind bei Jungfischen dreispitzig, bei älteren konisch. Die Zähne der äußeren Zahnreihe sind zurückgebogen. Die Pharyngealzähne sind dünn und stehen in einer herzförmigen Anordnung eng zusammen (Etymologie: Gr.: „kardias“ = Herz + Pharynx = Cardiopharynx). Die Schwanzflosse ist gegabelt. Der Darm ist dreieinhalbmal so lang wie der Fisch.
- Flossenformel: Dorsale XII–XV/13–16, Anale III/9–12.
- Schuppenformel: mLR 36–38.
- Kiemenrechen 16–19.

## Lebensweise
Cardiopharynx schoutedeni ist ein semipelagischer Planktonfresser, der Schwärme aus mehreren hundert Fischen bildet. Sie bewegen sich in Tiefen von mindestens 3 bis 15 Metern über Sand- und Schlammböden und schnappen dabei nach kleinen Wirbellosen, z. B. nach Copepoden oder durchwühlen den Boden und sieben mit ihren Kiemenrechen Mikroorganismen wie Kieselalgen, andere einzellige Algen und Bakterien heraus. Die Fische sind Maulbrüter. Ein Gelege umfasst etwa 60 Eier, die einen Durchmesser von 4 mm haben.